# الدورة 10 للجنة التراث العالمي
الدورة العاشرة للجنة التراث العالمي انعقدت في الفترة ما بين 24 نوفمبر وحتى 28 نوفمبر من العام 1986، وذلك في مدينة باريس بفرنسا.

## الأعضاء
- الجزائر
- أستراليا
- البرازيل
- بلغاريا
- كندا
- قبرص
- جمهورية الكونغو
- ألمانيا
- اليونان
- غينيا
- الهند
- الأردن
- لبنان
- ليبيا
- مالاوي
- المكسيك
- النرويج
- سريلانكا
- تركيا
- تنزانيا
- اليمن